# Phetchaburi (provins)
Phetchaburi er en provins i det centrale Thailand. Provinsen er placeret længst mod nord på Malakkahalvøen og grænser mod øst op til Siambugten og i vest til Myanmar. 
Nationalparken Kaeng Krachan på 3.000 km² dækker halvdelen af provinsen, hvorfor befolkningen alene udgør knap en halv million. Floden Phetchaburi er den eneste store flod i provinsen.
13°06′38″N 99°56′47″Ø / 13.110555555556°N 99.946388888889°Ø